# Massacre de Ruzhou
Le massacre de Ruzhou est une tuerie en milieu scolaire qui eut lieu le 26 novembre 2004 dans un lycée de Ruzhou en Chine.
Yan Yanming entra dans les dortoirs de l'établissement, tua huit élèves et en blessa quatre avec un couteau.
Après un procès, Yan Yanming fut condamné à mort et exécuté le 18 janvier 2005 à Pingdingshan.